# Евреи за Иисуса
Евреи за Иисуса (англ. Jews for Jesus) — христианская миссия, сотрудниками которой являются евреи-христиане, чья деятельность направлена, в первую очередь, на евреев. Официальный девиз организации: «Мы существуем для того, чтобы сделать мессианство Иисуса неизбежным понятием для нашего еврейского народа во всём мире».

## Историческая справка
Организация была основана в 1973 году в Сан-Франциско Мойше (Мартином) Розеном (1932—2010) (Moishe Rosen), евреем-христианином и рукоположённым баптистским служителем. Первоначальное название организации — «Хинени» (הנני‎) «И я сказал: вот я, пошли меня» (Ис. 6:8).
М. Розен оставался во главе «Евреев за Иисуса» до 1996 года, когда его сменил на этом посту Дэвид Брикнер (David Brickner), чьи предки на протяжении пяти поколений были евреями-христианами. Впрочем, критики служения отмечают, что сам Дэвид Брикнер не может считаться евреем согласно галахе.
«Евреи за Иисуса» имеют зарегистрированные отделения в США, Великобритании, Франции, Германии, Израиле, Австралии, ЮАР, РФ, Украине.
Постоянный персонал организации составляют около 150-и человек с годовым бюджетом в 17 миллионов 523 тысячи 386 долларов в 2005 году. Финансирование организации осуществляется за счёт пожертвований верующих из протестантских церквей и мессианских общин.
В СНГ деятельность «Евреев за Иисуса» началась в 1991 году в Одессе. Первое русскоязычное отделение здесь открыли американские миссионеры Ави и Рут Снайдеры (Avi and Ruth Snyder) и Елизавета Терини (Elizabeth Terini). Через 2 года они переехали в Москву и открыли отделение там. С 1998 года в отделениях «Евреев за Иисуса» в СНГ работают только местные сотрудники. На Украине отделения открыты в Одессе и Киеве, а в России — в Москве.

## Религиозные убеждения
«Евреи за Иисуса» придерживаются веры основных течений христианства, а именно, что Иисус из Назарета пришёл как Мессия, о котором говорили пророки Танаха (Ветхого Завета), что Он — Сын Божий и второе лицо Троицы.
Вкратце религиозные убеждения «Евреев за Иисуса» состоят в том, что:
- Ветхий и Новый заветы являются богодухновенным и непогрешимым Словом Божьим
- Бог — Творец, существующий как Троица, — совершенен, всезнающ, всемогущ и любит всех
- Иисус — Мессия и вторая личность Троицы; Он родился от девы, прожил без греха, умер за грехи всего человечества и воскрес из мёртвых; Он вернётся на землю в ближайшем будущем
- Человек спасается, благодаря вере в Иисуса, покаявшись в своих грехах; спасение не может быть достигнуто одними лишь делами
- Рай — награда спасённых; Ад — место вечного осознанного наказания погибших душ.

Доктрина организации не отличается от доктрин других протестантских христианских групп. Как и большинство протестантов, «Евреи за Иисуса» считают, что Израиль продолжает быть «народом Завета» и избранным народом Божьим. Большинство сотрудников миссии наряду с традиционно христианскими убеждениями придерживаются отдельных еврейских традиций, в частности, празднуют традиционные еврейские религиозные праздники. В своей деятельности «Евреи за Иисуса» обращаются к евреям и признают еврейство по факту рождения, независимо от религиозных убеждений человека.

## Основные принципы деятельности
Сотрудники миссии «Евреи за Иисуса» являются членами поместных евангельских церквей и мессианских общин. Миссия «Евреи за Иисуса» не является церковью и не основывает новые церкви, а приглашает заинтересовавшихся людей в уже существующие протестантские и мессианские общины.

### Уличная проповедь Евангелия
Одним из основных видов деятельности «Евреев за Иисуса» является проповедь Евангелия посредством раздачи трактатов и личного общения с людьми на выходах из метро, на улицах, рынках и других местах массового скопления людей. Сотрудники и волонтёры служения привлекают внимание прохожих слоганами на свитерах и сумках, чтобы заранее дать понять окружающим, кто предлагает им литературу на улице. Часто раздаваемые трактаты содержат яркие заголовки, например, «Иисус любит евреев!», «Как еврею быть святым?», или «Стоп! Не читайте это!»

### Библейские занятия
Сотрудниками миссии проводятся как индивидуальные встречи с евреями, пожелавшими больше узнать об Иисусе, так и групповые занятия по обсуждению и изучению Библии.

### Издательская деятельность
Служение выпускает и бесплатно распространяет несколько периодических изданий:
- «Форшмак» — газета, предназначенная для распространения среди евреев.
- «Бсора Това» («Благая Весть») — газета, предназначенная для распространения среди евреев.
- «Мишпоха» («Семья») — распространяется среди евреев, уже уверовавших в Иисуса Христа.
- «Вестник» — газета, рассчитанная на широкую аудиторию протестантских и мессианских верующих.

Книги, изданные служением:
- «Йешуа»,
- «Вопросы и ответы»,
- «Христос в еврейской Пасхе» и другие.

Фильмы, выпущенные «Евреями за Иисуса»:
- «Истории людей, выживших в Холокосте» — документальный фильм о судьбе евреев, которые чудом выжили в Холокосте и уже после войны уверовали в Иисуса Христа (видео).
- «Сэм Ротман» — фильм о музыканте и еврее-христианине Сэме Ротмане, (Sam Rotman) (видео).
- «Запретный мир» рассматривает ситуацию, сложившуюся на Ближнем Востоке, и рассказывает о верующих в Иисуса евреях и арабах (видео) (недоступная ссылка).
- «Еврейская пасха, Мессия Иисус и традиции народа Израиля» — о связи еврейских традиций во время празднования Песаха с Новым Заветом (видео).

Музыкальная команда «Освобождённая Стена Плача» («the Liberated Wailing Wall»), являющаяся частью служения, выпускает аудиодиски со своей музыкой (mp3).

### Волонтёрское служение
Для верующих, желающих сотрудничать с миссией, была создана специальная программа «Ядидим» («Друзья»). В рамках этой программы проводятся семинары и тренинги, обучающие методике практической миссионерской деятельности.

## Взаимоотношения с другими конфессиями
Отношение представителей различных конфессий к деятельности миссии «Евреи за Иисуса» основывается на схожести (или различии) доктринальных религиозных убеждений этих конфессий и самого служения «Евреи за Иисуса», в том числе на схожести или различии взглядов на проповедь Евангелия евреям.

### Отношение со стороны протестантских церквей
Так, с миссией сотрудничают члены протестантских христианских церквей и конфессий, которые выражают, в основном, позитивное отношение к служению «Евреи за Иисуса», сотрудники которого сами являются членами протестантских церквей и мессианских общин.

### Отношение со стороны православной церкви
Ряд представителей Православной церкви выражают отрицательное отношение к деятельности протестантских миссий и служений на её, так называемой, «канонической» территории, рассматривая подобную деятельность как прозелитизм.
В то же время другие представители православных христианских церквей относятся к деятельности протестантов более толерантно, относя их к инославным.

### Отношение со стороны еврейских организаций
Деятельность «Евреев за Иисуса» вызывает многочисленные протесты крупнейших еврейских общественных организаций, как светских, так и религиозных. Среди них: Всемирный еврейский конгресс, Всемирная сионистская организация, Еврейское агентство «Сохнут», Джойнт, Антидиффамационная лига и другие. Главным образом борьбу с миссионерской деятельностью «Евреев за Иисуса» и прочих миссионерских групп в еврейской среде ведут такие специализированные организации, как «Евреи за иудаизм», Лига «МАГЕН» и «Яд ле-Ахим».
В 1993 году «Рабочей группой по миссионерской деятельности и культам» (Task Force on Missionaries and Cults) отдела связей еврейской общины Нью-Йорка было опубликовано коммюнике, поддержанное как национальными еврейскими общественными организациями, так и религиозными общинами всех деноминаций иудаизма (ортодоксальной, консервативной, реформистской и реконструктивистской). На основе этого коммюнике был разработан «Проект предупреждения и противостояния духовному обману» (Spiritual Deception Prevention Project). В числе 44 еврейских организаций, присоединившихся к этому проекту: Американская ассоциация евреев из бывшего Советского Союза (American Association of Jews from the Former USSR), Американская федерация переживших Холокост (American Gathering and Federation of Jewish Holocaust Survivors), Американская сефардская федерация (American Sephardi Federation), социалистический «Круг рабочих людей» (Workmen’s Circle), Американская сионистская организация (Zionist Organization of America), Национальная рабочая партия (National Committee for Labor Israel) и ряд других (см. полный список).

### Веб-сайты организации
- Австралия (англ. Jews for Jesus, сайт на английском языке)
- Канада (англ. Jews for Jesus, фр. Juifs pour Jésus, сайт на английском и французском языках)
- Великобритания (англ. Jews for Jesus, сайт на английском языке)
- Россия (рус. Евреи за Иисуса, сайт на русском языке)
- Венгрия (венг. Zsidók Jézusért, сайт на венгерском языке)
- США (англ. Jews for Jesus, сайт на английском языке)
- Германия (нем. Juden für Jesus, сайт на немецком языке)
- Украина (укр. Євреї за Ісуса, сайт на русском языке)
- Израиль (ивр. יהודים למען ישוע‎, сайт на иврите)
- Франция (фр. Juifs pour Jésus, сайт на французском языке)
- ЮАР (англ. Jews for Jesus, сайт на английском языке)

### Присутствие в социальных сетях
- Евреи за Иисуса в Facebook (на русском языке)
- Евреи за Иисуса в YouTube (на русском языке)
- Евреи за Иисуса в Twitter (на русском языке)
- Евреи за Иисуса ВКонтакте (на русском языке)
- Евреи за Иисуса в Instagram (на русском языке)
- Евреи за Иисуса в Telegram (на русском языке)

### Веб-сайты, отвечающие на аргументы антимиссионеров
- Chazak! Counter-Anti-missionary Organization (англ.)
- «Они задумались о себе» Сид Рот.
- «СЛУШАЙ, ИЗРАИЛЬ! Свидетельства евреев, которые нашли Мессию Йешуа (Иисуса)»